# Peso de las Islas Malvinas
El Peso de las Islas Malvinas o también llamado Peso Malvinense fue un pagaré emitido en las islas Malvinas durante el mandato de Luis Vernet. Fueron impresos alrededor de 1828 y circularon hasta enero de 1833, año en que la isla fue invadida por el Reino Unido. Vernet, quien fue nombrado comandante político-militar de las islas por parte de las Provincias Unidas del Río de la Plata (Argentina) en 1829, pagaba a los trabajadores asalariados en las islas en estos pagarés. La moneda solamente tenía validez en las islas.

## Historia

### Creación

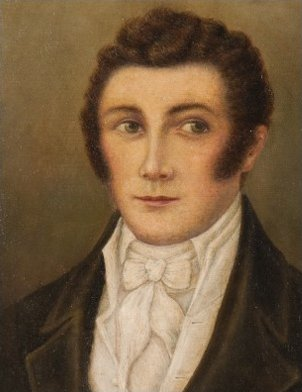
Retrato del gobernador argentino Luis Vernet (1792-1871).

Ya con la colonia argentina desarrollándose prósperamente, uno de los problemas surgidos de la distancia entre el asentamiento de Puerto Soledad a Buenos Aires fue la utilidad del dinero, la forma de pagar los trabajos y dónde se podía gastar ya que no había comercios. Entonces, Vernet hizo imprimir vales expresados en pesos para facilitar las operaciones de provisiones de bienes y pagar a los trabajadores asalariados. Tenían 8 por 12,5 centímetros y, bajo un dibujo con símbolos rurales, se leía: «Vale diez pesos. Que se recibirá en esta Isla de Malvinas, en cambio de efectos por el que suscribe», con la firma de Vernet. Eran notas de pago que fueron el primer circulante en las islas.

Al mismo tiempo, en el resto de la Argentina circulaba el Peso Moneda Corriente.

### Ataque estadounidense y ocupación británica
A raíz de la incursión del USS Lexington en 1831, el asentamiento de Puerto Luis se redujo. Luego de la ocupación británica del 2 de enero de 1833, el segundo de Vernet, Matthew Brisbane, regresó en marzo para proteger las propiedades de Vernet. El capitán británico John Onslow anteriormente había recibido las quejas de los peones por la forma de pago a sus labores, exigiendo dinero metálico en oro o plata en lugar de los vales de Vernet.
Brisbane devaluó los pagarés, demostrando que la influencia de Vernet en Malvinas era cada vez más débil, considerando que las islas ya habían sido usurpadas. Esto, combinado con que el almacenero de las islas William Dickson no aceptaba los vales como dinero y que los capataces querían extenderles las pesadas tareas del campo a los peones, provocó que un grupo de criollos, gauchos e indios encabezados por Antonio Rivero asesinaran a los cinco miembros de alto rango de Vernet, incluyendo Brisbane, que permanecían en la colonia. Otras fuentes sugieren que por este «falso dinero» devaluado, por problemas con el pago de salarios y el elevado costo de vida llevó a que los gauchos encabezados por Rivero tomaran la determinación de levantarse.
Gran cantidad de estos vales o pagarés que se emitieron continuaron circulando como moneda hasta mucho tiempo después de la ocupación británica de las islas. Siguieron circulando, aunque en menor medida, hasta 10 años más tarde de la ocupación británica, incluso en el Tesoro Público, hasta que el gobernador Richard Moody, primer mandatario británico, publicó billetes escritos a mano. Luego, fue sustituida por la libra esterlina y finalmente por la libra malvinense, usada en la actualidad.
En 1852, Vernet decidió viajar a Londres para presionar su demanda de una indemnización por sus pérdidas tras los sucesos de 1833. Se le concedieron £ 2400 con base en su afirmación de que recibió £ 1,850 y el resto se utilizó para pagar sus pagarés. Dentro de ese dinero también se incluyeron 550 libras para cubrir la circulación de la moneda creada por él.
Hoy en día, algunos vales monetarios emitidos por Vernet se conservan en la colección del Museo del Banco de la Provincia de Buenos Aires.

## Billetes
Los billetes circulantes tenían denominaciones de 1, 2, 5 y 10 pesos. Los billetes tenían solo el anverso coloreado, el reverso estaba en blanco. Fueron impresos en tinta negra.
|                  |
| Bono de un peso. |

|                  |
| Bono de 2 pesos. |

|                   |
| Bono de 10 pesos. |